# Emanuele Nicolini
Emanuele Nicolini (ur. 20 kwietnia 1984 w Borgo Maggiore) – sanmaryński pływak, uczestnik igrzysk olimpijskich w 2004 i 2008 roku.
W Atenach wystąpił w zawodach na 400 m stylem dowolnym. Zajął w nich 42. pozycję. Jego czas – 4:08,28 – dał mu 3. miejsce w jego wyścigu eliminacyjnym. W Pekinie natomiast wziął udział w wyścigu na 200 m stylem dowolnym, w którym uplasował się na ostatniej, 57. pozycji. W swoim wyścigu eliminacyjnym zajął 3. miejsce z czasem 1:59,47.
Po igrzyskach w 2008 zakończył karierę, by poświęcić się pracy jako prawnik. Mimo to wciąż startował w igrzyskach małych państw Europy, których jest wielokrotnym medalistą.
W 2001 zdobył złoty medal na 200 m stylem motylkowym, srebrny na 1500 m stylem dowolnym i dwa brązowe – na 400 m stylem dowolnym oraz w sztafecie 4x200 m tym samym stylem.  Dwa lata później wywalczył dwa srebrne medale – na 400 m stylem dowolnym i 1500 m tym samym stylem. W 2005 roku zdobył trzy medale – złoty na 1500 m stylem dowolnym i dwa srebrne: na 400 m stylem dowolnym i 200 stylem motylkowym. Na następnych igrzyskach małych państw Europy, które odbyły się w 2007 roku Sanmaryńczyk wywalczył kolejne złote medale – na 1500 i 400 m stylem dowolnym. W 2009 Nicolini zdobył dwa srebrne medale w stylu dowolnym – na 400 i 1500 m, a także dwa brązowe – w sztafecie 4x100 m stylem dowolnym i sztafecie 4x100 m stylem zmiennym. Z kolei w 2011 pływak z San Marino wywalczył dwa brązowe medale w stylu dowolnym – na 400 i 1500 m.